# Wendy Thomson
Pour les articles homonymes, voir Thomson.
Wendy Thomson (née le 28 octobre 1953), est une administratrice publique, chercheure académique et conseillère en politique sociale qui travaille au Canada et au Royaume-Uni.
Elle est vice-chancelière de l'université de Londres depuis 2019.

## Biographie
Née en 1953 à Montréal, au Canada, Thomson fait ses études en travail social à l'université McGill, où elle est nommée BSW puis Master of Social Work (MSW) avant de poursuivre ses recherches en administration sociale à l’université de Bristol, où elle soutient une thèse doctorale (PhD) en 1989,.
Directrice-général adjoint de l'Islington London Borough Council (1987–1993), elle est directrice-générale de l'association caritative Turning Point de 1993 à 1995. Elle ensuite rejoint au gouvernement local en tant que directrice-générale du Newham London Borough Council avant de devenir directrice de l'Audit Commission. Promue chef de la réforme au bureau du Cabinet, sous le premier ministre Tony Blair de 2001 à 2005, elle est nommée commandeur de l'ordre de l'Empire britannique (CBE),.
Nommée professeure de Politique sociale et directrice de l'école de Travail social de l'université McGill en juin 2005 jusqu'à 2014, elle retourne ensuite en Grande-Bretagne en tant que directrice-générale du Norfolk County Council d'août 2014 à décembre 2018,,.
Depuis le 1er juillet 2019, Thomson est vice-chancelière de l'université de Londres, la deuxième femme à diriger l'université fédérale,.